# Fum al Samakah
Fum al Samakah (beta Piscium) is een ster in het sterrenbeeld Vissen (Pisces).